# Luis de León
Luis de León (Belmonte, 1527 – Madrigal de las Altas Torres, 23 agosto 1591) è stato un poeta, traduttore e teologo spagnolo.
Divenuto frate, è uno degli scrittori più importanti della seconda fase del Rinascimento spagnolo, insieme a San Giovanni della Croce e fa parte della letteratura ascetica della seconda metà del secolo. La sua poesia è ispirata dal desiderio di abbandonare gli aspetti terreni per poter ascendere a Dio. I temi morali e ascetici dominano la sua opera.

## Biografia
Frate Luis nacque a Belmonte (Cuenca), nello stesso anno di Filippo II, 1527. Era figlio del consigliere aulico Lope de León e di Inés Varela, di famiglia ebraica convertita al cristianesimo. Studiò all'Università di Salamanca, dove poi rimase ad insegnare. Entrò nell'ordine degli Agostiniani.
Il suo insegnamento universitario fu interrotto da pesanti accuse di eresia. In particolare i suoi accusatori lo incolpavano di aver tradotto in castigliano il Cantico dei Cantici e il libro di Giobbe e di aver sostenuto che la tradizione ebraica non aveva alterato il testo originario della Bibbia.

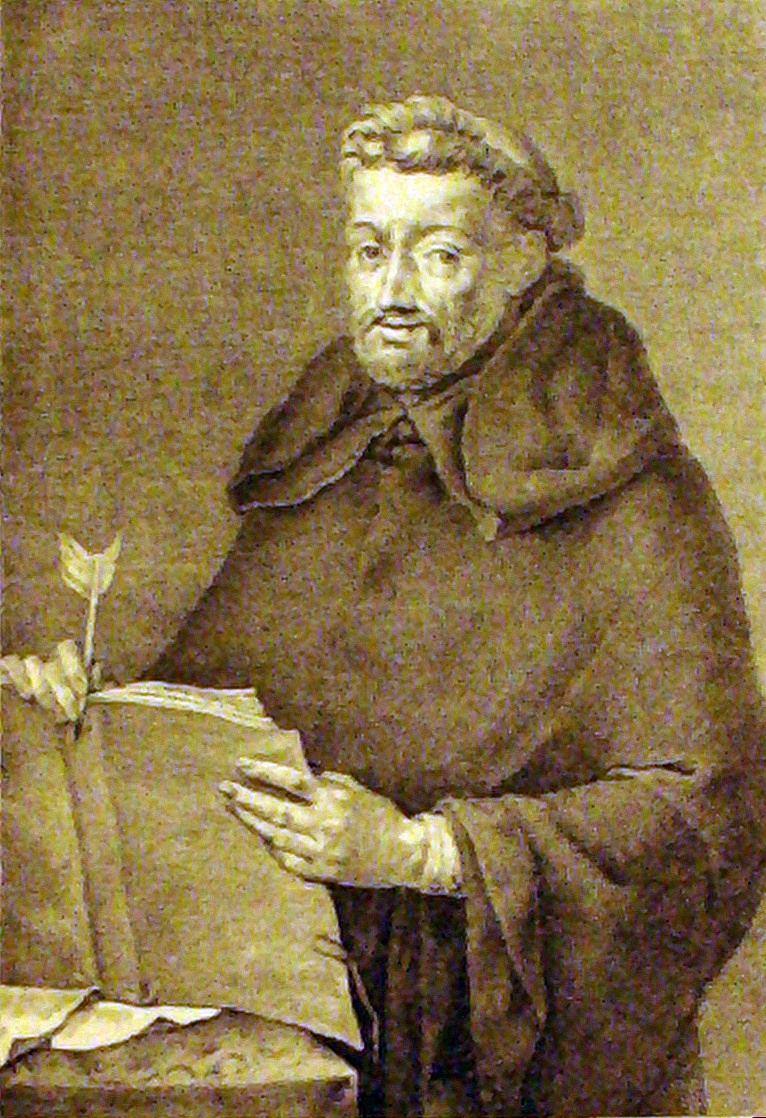
Fra' Luis de León, ritratto in una biografia di Otto Spamer Leipzig

### Una frase proverbiale:Dicebamus hesterna die
Solo dopo quattro anni di carcere fu riammesso all'insegnamento e una tradizione spagnola vuole che abbia iniziato la nuova lezione dicendo Dicebamus hesterna die...  La frase è divenuta proverbiale nella cultura europea con una larga eco e una discreta fortuna.
Durante gli anni di carcere scrisse le sue opere più importanti: De los Nombres de Christo: en tres libros, un dialogo in cui i protagonisti del libro giudicano nomi e qualità attribuite dalla Bibbia al Messia; il suo commento al 
libro biblico di Giobbe, che verrà completato in seguito da Diego Tadeo Gonzáles nel XVIII secolo; La perfecta casada, un testo di esortazione morale e religiosa, caratterizzata dalla perfezione stilistica.
Oltre ad una grande attività come traduttore, si distinse anche per le opere poetiche, tra le quali si possono menzionare l'ode De la Magdalena, incentrata sulla vacuità della sensualità e dei piaceri materiali; Noche serena, basata sulla speranzosa ammirazione del cielo stellato in contrasto con i problemi degli uomini; A Salinas, un musicista cieco che descrive i benefici causati dalla musica.

## Opere
- Escritores del Siglo XVI. Tomo segundo. Obras del maestro Fray Luis de León; precédelas su vida, escrita por Don Gregorio Mayans y Siscar; y un extracto del proceso instruido contra el autor desde el año 1571 al 1576, Madrid, M. Rivadeneyra, 1855.
- Traducción literal y declaración del libro de los cantares de Salomón. Salamanca, 1798.
- De los Nombres de Christo: en tres libros, Salamanca, en casa de Guillermo Foquel, 1587.
- La Perfecta casada, Madrid, M. Rivadeneyra, 1855.
- Exposición del Libro de Job (Ms.219) [Manuscrito]. Madrid, M. Rivadeneyra, 1855.
- Obras poéticas, divididas en tres libros, Madrid, M. Rivadeneyra, 1855.
- In Psalmum vigesimumsextum explanatio.
- Cantar de los Cantares. Interpretaciones: literal, espiritual, profética.
- De legibus o Tratado sobre la ley.
- Epistolario: cartas, licencias, poderes, dictámenes.
- Escritos desde la cárcel. Autógrafos del primer proceso inquisitorial.

### Edizioni in italiano
- Poesie, a cura di Oreste Macrì, Vallecchi, 1964
- Commento al Cantico dei cantici, Città nuova, 2003
- La sposa perfetta, Rinascimento del libro, 1932
- I nomi di Cristo, Einaudi, 1997